# Celles-sur-Aisne
Celles-sur-Aisne är en kommun i departementet Aisne i regionen Hauts-de-France i norra Frankrike. Kommunen ligger  i kantonen Vailly-sur-Aisne som ligger i arrondissementet Soissons. År 2022 hade Celles-sur-Aisne 252 invånare.

## Befolkningsutveckling
Antalet invånare i kommunen Celles-sur-Aisne
Referens: INSEE